# Upeneus filifer
 Upeneus filifer és una espècie de peix de la família dels múl·lids i de l'ordre dels perciformes.

## Hàbitat
És una espècie marina.

## Distribució geogràfica
Es troba a l'oest del Pacífic central.